# Scheidungsformel
Die Scheidungsformel (im Deutschen manchmal auch Adjusted-Winner-Methode) ist eine Methode aus der mathematischen Verhandlungstheorie der gerechten Aufteilung, um Güter neidfrei zwischen zwei Personen oder Gruppierungen aufzuteilen. Der Adjusted-Winner-Algorithmus zur fairen Teilung geht auf Steven Brams und Alan D. Taylor (1996) zurück und bietet eine effiziente, neidfreie und gleiche Teilung. Über den wissenschaftlichen Kontext hinaus wurde der Adjusted-Winner-Algorithmus als Scheidungsformel berühmt, nach dem sich Partner den „nachehelichen Rosenkrieg“ sparen können. Dieser Algorithmus bezieht sich immer auf das gesamte Vermögen und nimmt dieses als Standard für den Nutzen. Dieser Algorithmus wird dadurch auch für Fair-Division-Probleme interessant, dessen Bewertungsgegenstand sich nicht monetär ausdrücken lässt. Die Streitobjekte werden von beiden Seiten mit Punkten gemäß ihrer subjektiven Bedeutung (materieller oder ideeller Wert) bewertet und anhand dieser Einschätzung verteilt. Dann werden Objekte oder Teile davon von einem an den anderen übergeben, um den Punktestand auszugleichen (adjusted).

## Beispiel
Zunächst werden alle Objekte (Objekt1, ..., Objekt5) von beiden Parteien (A und B) getrennt bewertet. Es stehen dafür insgesamt 100 Punkte zur Verfügung.
|   | Objekt 1 | Objekt 2 | Objekt 3 | Objekt 4 | Objekt 5 | Summe |
| - | -------- | -------- | -------- | -------- | -------- | ----- |
| A | 45       | 20       | 15       | 10       | 10       | 100   |
| B | 35       | 30       | 10       | 10       | 15       | 100   |

Danach bekommt jeder die Objekte, für die er mehr Punkte vergeben hat. Die subjektiven Punkte für die erhaltenen Objekte werden addiert.
A bekommt Objekt1 und Objekt3 (Summe: 60 Punkte).
B bekommt Objekt2 und Objekt5 (Summe: 45 Punkte).
Es liegt eine Differenz von 15 Punkten zwischen den beiden Summen vor, und es wird versucht, einen Ausgleich durch Übergabe ganzer Objekte zu erzielen.
B hat weniger Punkte und bekommt auch noch das Objekt4 (neue Summe: 55 Punkte).
Es bleibt immer noch eine Differenz von 5 Punkten, die ausgeglichen werden muss. Ein Objekt im Wert von 2,5 Punkten (für beide Seiten) gibt es aber nicht. Es wird das Objekt gewählt, bei dem die Bewertungen am nächsten beieinander liegen. Hierzu wird zunächst ein Koeffizient aus den subjektiven Bewertungen für die Objekte von A berechnet.
- Objekt1 45/35 = 1,29
- Objekt3 15/10 = 1,5

Das Objekt mit dem geringeren Wert (Objekt1) wird ausgewählt, und der Anteil p von B wird durch eine einfache Formel berechnet, damit beide Seiten die gleiche Punktzahl erhalten.
{\displaystyle 55+35p=15+45(1-p)\Longrightarrow p={\frac {1}{16}}}
A übergibt also noch 1/16 von Objekt1 an B. Beide Seiten haben jetzt gemäß ihrer subjektiven Bewertung 57 3/16 (also über 50!) Punkte erreicht.

## Sonstiges
Der Algorithmus wurde 1999 in den USA patentiert (In Deutschland werden derartige Patente bisher nicht anerkannt, siehe auch Softwarepatent). Er lässt sich aber nicht einfach auf mehr als zwei Parteien erweitern.